# 중화 타이베이 야구 국가대표팀
중화 타이베이 야구 국가대표팀(중국어 정체자: 中華臺北棒球代表隊, 병음: Zhōnghuá Táiběi Bàngqiú Dàibiǎoduì)은 중화민국을 대표하는 야구 국가대표팀으로, 중화 타이베이 야구 협회가 관리한다.
중화인민공화국의 국제 스포츠 기구들에 대한 정치적 압력과 중화인민공화국을 (모든 경우에서) 중국을 대표하는 유일한 국가로 보려는 국제적 인정 추세로 인해, 대표팀은 명칭을 "중화민국 야구 국가대표팀"에서 "중화 타이베이 야구 국가대표팀"으로 바꾸어 일종의 타협적 명칭을 가져야 했다.
대표팀은 자주 일본과 대한민국과 함께 아시아의 정상급 팀 중 하나로 간주된다. 대표팀은 CPBL, NPB, 메이저 리그 베이스볼, 마이너 리그 베이스볼에서 뛰는 아마추어, 프로 선수들로 이루어진다.
대표팀은 아시아 야구 선수권 대회에서 4번 우승을 차지했으며, 1984년 하계 올림픽에서는 동메달을, 1992년 하계 올림픽에서는 은메달을 획득했다. 대표팀이 최근에 우승을 거둔 대회는 2006년 아시안 게임로 대회에서 5전 전승을 이루어 내며 금메달을 획득했다.

## 대표팀 명칭
1971년, 중화민국이 유엔에서 탈퇴한 이래, 현재 중화민국의 국가대표팀은 대회에 출전할 때 차이니스 타이베이라는 명칭을 사용하고 있다. 그 이유는 중화인민공화국의 하나의 중국 정책으로 중화민국에 압력을 가하고 있기 때문이다. 타이완에서는 中華隊(병음: Zhōnghuá Duì, 글자 뜻 그대로 '중화 대표팀') 또는 台灣隊(병음: Táiwān Duì, 글자 끝 그대로 '타이완 팀')이 둘 다 쓰인다.

## 지역 대회

### 아시아 선수권
대표팀은 아시아 야구 선수권 대회에서 좋은 성적을 거두고 있는데, 지금까지 4번의 우승, 6번의 준우승, 11번의 3위, 2번의 4위를 기록했다. 또한 타이완에서 대회를 5번 개최했다.

### 아시안 게임

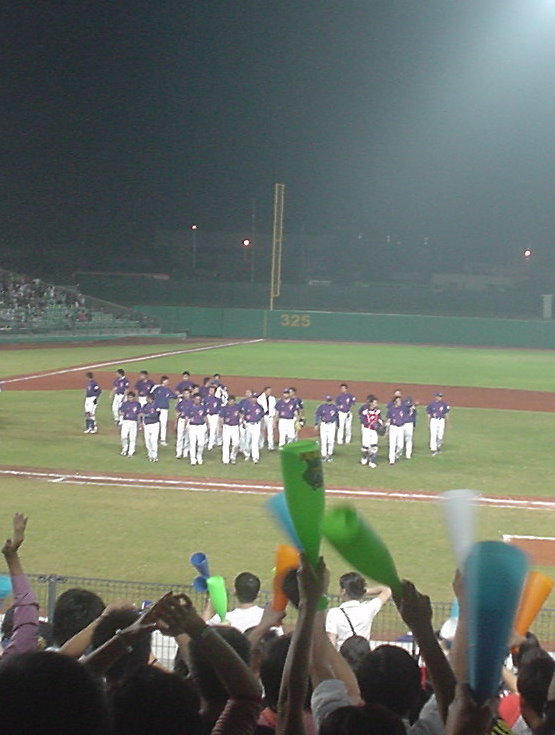
차이니스 타이베이 선수들이 대륙간컵 준결승전에서 쿠바에게 패한후 팬들에게 감사해 하고있다.

대표팀은 중국 베이징에서 1990년에 열린 아시안 게임에 처음 모습을 나타낸 이후로 아시안 게임에 한번도 빠지지 않고 참가해 왔었다. 1990년 아시안 게임에서 대표팀은 우승을 했으나, 당시 야구는 시범 종목이었다. 두 번째 출전은 1994년 아시안 게임과 1998년 아시안 게임에선 3위를 했다. 2002년 아시안 게임에서는 대한민국에 패해 준우승을 했다. 2006년 아시안 게임에서는 대표팀 최초로 아시안 게임 금메달을 획득했으며, 중화민국 정부로부터 7천만 타이완 달러를 받았다.

## 국제 대회

### 대륙간컵
대표팀은 1973년 대륙간컵 첫 대회에 처음 출전했다. 1983년 벨기에, 2006년 타이완에서 각각 동메달을 획득해 현재까지 동메달 2개를 획득했다. 1975년, 1979년, 1993년. 1997년에는 출전하지 않았다. 현재 대회 메달 순위에서 7위를 기록하고 있다.

### 올림픽
대표팀은 5번 올림픽에 출전해 1992년에 은메달을 획득했으며, 현재 메달 순위에서 오스트레일리아와 함께 5위를 기록하고 있다.

#### 1984년 하계 올림픽
1984년 하계 올림픽에서 야구는 시범 종목이었으며, 대표팀은 1983년 아시아 야구 선수권 대회에서 우승해 올림픽 출전권을 따냈다. 대표팀은 처음 대회에 출전해 예선 경기에서 화이트 디비전에 속했으며 2승 1패를 기록해 준결승전에 진출했다. 준결승전에서는 일본과의 경기에서 1-2로 패했다.

#### 1988년 하계 올림픽
1988년 하계 올림픽에서 야구는 시범 종목이었으며, 대표팀은 예선 경기에서 블루 디비전에 속했으며 3패만을 기록해 준결승전 진출에 실패했다.

#### 1992년 하계 올림픽
1992년 하계 올림픽부터 야구는 정식 종목이었다. 1992년 7월 26일과 이후 10일 동안, 대표팀은 올림픽 개최지인 바르셀로나에서 쿠바, 도미니카 공화국, 이탈리아, 일본, 푸에르토리코, 스페인, 미국과 올림픽 경기를 치렀다. 대표팀은 준결승에 진출해 일본과의 경기에서 5-2로 승리했으나, 쿠바와의 결승전에서는 1-11로 패해 은메달을 획득했다.
경기 요약
- 1992년 7월 26일 - 1 라운드에서 대표팀은 이탈리아에 8-2로 승리했다.
- 1992년 7월 27일 - 2 라운드에서 대표팀은 미국에 9-10으로 패했다.
- 1992년 7월 28일 - 3 라운드에서 대표팀은 푸에르토리코에 10-1로 승리했다.
- 1992년 7월 29일 - 4 라운드에서 대표팀은 스페인에 20-0으로 콜드게임 승리했다.
- 1992년 7월 30일 - 5 라운드에서 대표팀은 도미니카 공화국 야구 국가대표팀에 11-0으로 콜드게임 승리했다.
- 1992년 7월 31일 - 6 라운드에서 대표팀은 일본에 2-0으로 승리했다.
- 1992년 8월 1일 - 7 라운드에서 대표팀은 쿠바에 1-8로 패했다.
- 1992년 8월 2일 - 준결승전에서 대표팀은 일본에 5-2로 승리해 결승전에 진출했다.
- 1992년 8월 3일 - 결승전에서 대표팀은 쿠바에 1-11로 패해 은메달을 획득했다.

#### 2004년 하계 올림픽
대표팀은 아시아 야구 선수권 대회에서 2위의 성적으로 올림픽 출전권을 획득했다. 하지만 올림픽 예선 경기에서 3승 4패의 기록으로 5위로 준결승에 진출하지 못했다.

#### 2008년 하계 올림픽
대표팀은 최종 예선에서 3위로 올림픽 출전권을 획득했다. 하지만 올림픽 예선 경기에서 2승 5패의 기록으로 5위로 준결승에 진출하지 못했다.

### 월드 베이스볼 클래식
대표팀은 첫 대회인 2006년 월드 베이스볼 클래식에 출전했으며 선수 명단에는 메이저 리그 베이스볼에서 뛰는 선수의 명단이 포함되었다. 1라운드에서 A조에 속한 대표팀은 1승 2패로 3위를 기록해 2라운드 진출에 실패했다.
2009년 월드 베이스볼 클래식에서는 1라운드에서 A조에 배정, 대한민국에 0:9로 패배한 후 중국에 1:4로 패배하면서 탈락하고 말았다.
2013년 월드 베이스볼 클래식에서는 지역 예선에서 3전 전승으로 본선에 진출한 후 1라운드에서 네덜란드·대한민국·오스트레일리아와 함께 B조에 배정, 2승 1패로 조 1위를 기록해 3대회만에 처음으로 2라운드 진출에 성공하였다. 그러나 2라운드 1조에서 일본에게 4:3으로 패배한 후 쿠바에게 6회말에만 8점을 내주는 졸전 끝에 0:14로 대패하면서 곧바로 탈락하였다.

## 기록
- 아시아 야구 선수권 대회
  - 1위, 1983 (일본, 대한민국과 공동 우승), 1987, 1989 (일본, 대한민국과 공동 우승), 1991, 2001
  - 2위, 1955, 1969, 1985 (대한민국과 공동 2위), 2003, 2005
  - 3위, 1959, 1962, 1963, 1965, 1967, 1971, 1973, 1975, 1993, 1995, 1997, 1999
  - 4위, 1954, 1975
  - 5위, 1971
- 아시안 게임
  - 1위 1990 (시범 종목), 2006
  - 2위, 2002, 2010, 2014
  - 3위, 1994, 1998, 2018
- 대륙간컵
  - 3위, 2006
- 올림픽
  - 2위, 1992
  - 3위, 1984 (시범 종목)
  - 5위, 2004
  - 5위, 2008
- 야구 월드컵
  - 2위, 1984
  - 3위, 1986, 1988, 2001
  - 4위, 1982, 2003
  - 5위, 1973

### 최다점수차 기록
- 최다점수차 승리 — 중화 타이베이  30 - 0  인도, (1987년, 일본)
- 최다점수차 패배 — 중화 타이베이  3 -20  네덜란드, (1983년 7월 15일, 벨기에)

## 유니폼
| 홈                           | 원정                         | 홈                          | 원정                        |                                 |                                 |
| 1999년 ~ 2003년              | 1999년 ~ 2003년              | 2003년 ~ 2012年             | 2003년 ~ 2012年             |                                 |                                 |
| 홈                           | 원정                         | 홈                          | 원정                        |                                 |                                 |
| 2012년～2016년，2018년～현재 | 2012년～2016년，2018년～현재 | 2017년 월드 베이스볼 클래식 | 2017년 월드 베이스볼 클래식 | 2017년 아시아 프로야구 챔피언십 | 2017년 아시아 프로야구 챔피언십 |
| 홈                           | 원정                         | 홈                          | 원정                        | 홈                              | 원정                            |

## 같이 보기
- 아시아 야구 선수권 대회
- 중화직업봉구연맹
- 대륙간컵
- 타이완 시리즈
- 월드 베이스볼 클래식
- 야구 월드컵